# 第5軍團 (德意志國防軍)
第5集团军（德語：5.Armee）是二战期间德国国防军的一支軍團。

## 历史
第5軍團于1939年8月25日在第6軍區成立，由庫爾特·里布曼（Curt Liebmann）将军指挥。从9月3日起，作为C集团军群的一部分负责保卫特里尔附近的齐格菲防线，军队被分配到埃菲尔边境部队（第86、特里尔边境、第26和第227师）和第6军（第16、第69、第211和第216步兵师）。它还包括陆军预备役第58、第87、第78和268步兵师。在此期间，被称为假戰，在其齐格菲防线的部分没有发生任何军事行动。10月13日，它被转移到东部，成为边境科中心高级司令部（德語：Oberkommando Grenzabschnitt Mitte）。后者在被占领的波兰担任安全部队。1939年11月4日改為第18军團。 

## 战斗序列

### 1938年
- 第8邊防司令部
- 第9邊防司令部

 第6軍 
- 第6步兵師
- 第26步兵師
- 第41防卫军師
- 第57防卫军師
- 第92防卫军師

### 1939年
- 第58步兵師
- 第87步兵師
- 特里爾邊境支隊

 第5軍 
- 第22步兵師
- 第225步兵師

 第27軍 
- 第16步兵師
- 第69步兵師
- 第211步兵師
- 第216步兵師

 “埃菲爾”邊境指揮部 
- 第26步兵師
- 第86步兵師
- 第227步兵師